# 牡丹江
牡丹江位于中国东北地区，是松花江右岸支流，河名系满语“穆丹乌拉”（转写：mudan ula）的转译音，意为“弯曲的江”。发源于吉林省敦化市，于黑龙江省依兰县注入松花江，全长725千米。現今牡丹江取代長城，成為冬小麥種植的北界。

## 历史
牡丹江流域历史悠久，从商朝到隋朝的2300多年间，这里是满族祖先肃慎、挹娄、勿吉等部族的居住地。牡丹江在唐代称忽汉河，粟末靺鞨在此兴起，建立渤海国，首府上京龙泉府位于今牡丹江右岸黑龙江宁安市渤海镇境内。牡丹江《辽史》称斡朗改，《金史》作呼里改江，元代称忽尔哈河，《明一统志》称胡里改江，又称呼拉哈河、虎尔哈河、胡尔哈河，清代在镜泊湖以下河段称虎尔哈河或瑚尔哈河（转写：hvrha ula），湖以上河段称勒富善河（转写：lefu šan）。

## 干流概况
牡丹江发源于吉林敦化西南部江源镇马五店村西南牡丹岭北麓，蜿蜒向北流经敦化市区、黑龙江镜泊湖、宁安市、牡丹江市、海林市莲花水库、林口县三道通镇等地，最后于依兰县注入松花江。全长725千米，河道平均比降1.39%，流域面积38909平方千米。牡丹江干流穿行于老爷岭和张广才岭之间条形谷底中，上游河道狭小，下游河道宽度一般在400～500米。年均径流量89.5亿立方米。

## 流域概况
牡丹江流域地处中温带大陆性季风气候区，夏季炎热多雨，冬季严寒漫长。年均气温3.5℃，极端低温-43.1℃，极端高温37.5℃。流域封冻期从11月上旬至第二年3月下旬。年均降水量540～610毫米，主要集中在6－9月。年均径流量89.5亿立方米。流域植被较好，森林覆盖率46%，河流含沙量很少。